# Volleybalvereniging Flamingo's '56 2022-2023
Questa voce raccoglie le informazioni riguardanti il Volleybalvereniging Flamingo's '56 nelle competizioni ufficiali della stagione 2022-2023.

## Stagione
Il Volleybalvereniging Flamingo's '56 partecipa alla stagione 2022-23 con la denominazione sponsorizzata ARBO Rotterdam/FAST.
Ottiene un decimo posto al termine della regular season di Eredivisie, che vale l'accesso alla Pool B, dove si classifica quarto; in Coppa dei Paesi Bassi viene invece eliminato già agli ottavi di finale.

## Organigramma societario
Area direttiva
- Presidente: Jan Peters
- Team manager: Marcel Weijers

Area tecnica
- Primo allenatore: Josha Kailola, Jacek Ziemba
- Secondo allenatore: Hans van Steenis
- Scoutman: Marcel Ritmeester

Area sanitaria
- Fisioterapista: Koen Verheijen, Janneke Boer

## Rosa
| N° | Nome                  | Ruolo | Data di nascita   | Nazionalità sportiva |
| -- | --------------------- | ----- | ----------------- | -------------------- |
| 1  | Anne Heesakkers       | C     | 24 febbraio 1995  | Paesi Bassi          |
| 2  | Noa Klerckx           | S     | 11 agosto 1999    | Paesi Bassi          |
| 3  | Veerle van den Heuvel | S     | 22 giugno 1996    | Paesi Bassi          |
| 4  | Sanisha Latuhihin     | P     | -                 | Paesi Bassi          |
| 5  | Rebekka Leitzke       | C     | 24 gennaio 1999   | Danimarca            |
| 6  | Michelle Koolen       | S     | 23 luglio 1998    | Paesi Bassi          |
| 7  | Shanou van Hameren    | L     | 4 febbraio 2001   | Paesi Bassi          |
| 8  | Stephanie van Dijck   | P     | 14 gennaio 1999   | Paesi Bassi          |
| 9  | Bregje van den Heuvel | P     | 15 aprile 1993    | Paesi Bassi          |
| 10 | Eline Peters          | O     | 1º settembre 2001 | Paesi Bassi          |
| 11 | Silke Bruil           | S     | 25 luglio 2002    | Paesi Bassi          |
| 14 | Dani Jozephs          | S     | 22 dicembre 2002  | Paesi Bassi          |
| 15 | Fenne Lommen          | L     | 10 gennaio 1997   | Paesi Bassi          |
| 16 | Lina Berndsen         | S     | 16 maggio 2003    | Paesi Bassi          |
| 17 | Nieke Weijers         | C     | 9 novembre 2001   | Paesi Bassi          |
| 18 | Norah Van Beers       | C     | 17 novembre 2006  | Paesi Bassi          |

## Statistiche

### Statistiche di squadra
| Competizione          | Punti | In casa | In casa | In casa | In trasferta | In trasferta | In trasferta | Totale | Totale | Totale |
| Competizione          | Punti | G       | V       | P       | G            | V            | P            | G      | V      | P      |
| --------------------- | ----- | ------- | ------- | ------- | ------------ | ------------ | ------------ | ------ | ------ | ------ |
| Eredivisie            | 5/3   | 13      | 2       | 11      | 13           | 0            | 13           | 26     | 2      | 24     |
| Coppa dei Paesi Bassi | -     | 1       | 1       | 0       | 2            | 1            | 1            | 3      | 2      | 1      |
| Totale                | -     | 14      | 3       | 11      | 15           | 1            | 14           | 29     | 4      | 25     |

Nel computo sono inclusi i due incontri successivamente annullati contro l'Eurosped.

### Statistiche delle giocatrici
Dati non disponibili.